# ازه-ا-ریشکور

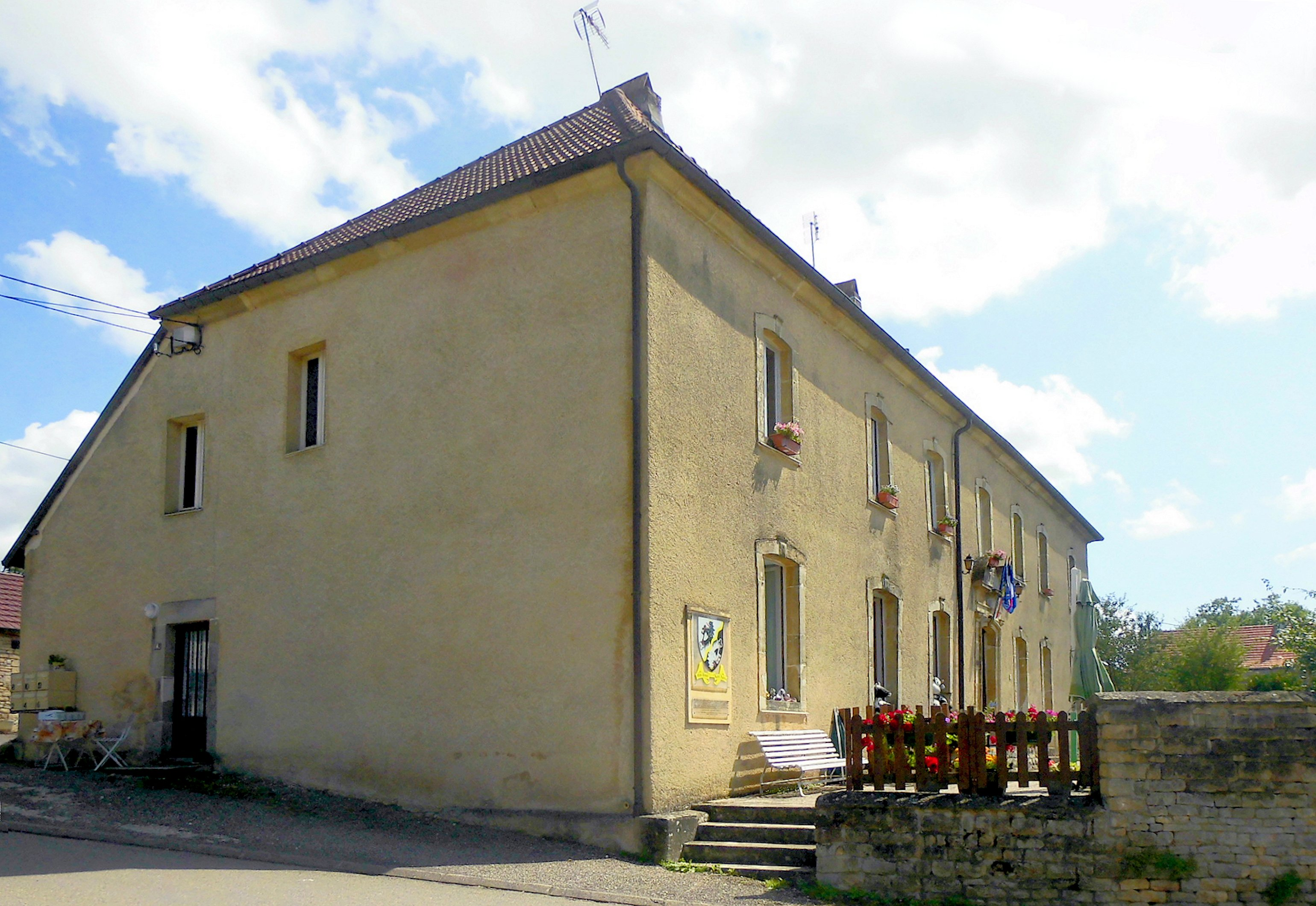
تالار شهر ازه-ا-ریشکور

 اِزِه-اِ-ریشکور (به فرانسوی: Aisey-et-Richecourt) یک کمون در فرانسه است که در Canton of Jussey واقع شده‌است.

## خصوصیات
ازه-ا-ریشکور ۷٫۸۰ کیلومترمربع مساحت و ۱۱۹ نفر جمعیت دارد.